# Begraafplaats van Sint-Momelijn
De Begraafplaats van Sint-Momelijn is een gemeentelijke begraafplaats in de Franse gemeente Sint-Momelijn in het Noorderdepartement. De begraafplaats ligt in het westen van het dorpscentrum.

## Britse oorlogsgraven
Op de begraafplaats bevinden zich 2 geïdentificeerde Britse oorlogsgraven uit de Tweede Wereldoorlog. De graven worden onderhouden door de Commonwealth War Graves Commission. In de CWGC-registers is de begraafplaats opgenomen als St. Momelin Communal Cemetery.